# Karaginski-eiland
Karaginski-eiland (Russisch: Карагинский остров) is een Russisch eiland in de Karaginskigolf van de Beringzee voor de oostelijke kust van het schiereiland Kamtsjatka, dat onderdeel vormt van het gelijknamige district Karaginski van de kraj Kamtsjatka (tot 1 juli 2007 van Korjakië). Het eiland wordt niet permanent bewoond, maar de oorspronkelijke inwoners, de Karaga-Korjaken komen er soms om (geïntroduceerde) rendieren te hoeden en hebben tijdelijke onderkomens op het eiland. Ook komen er soms toeristen op zoek naar wilde dieren.
Karaginski wordt van het vasteland gescheiden door de 40 tot 50 kilometer brede Straat van Litke. De maximale lengte tussen Kaap Golenisjev in het noorden en kaap Krasjeninnikov in het zuiden bedraagt 101 kilometer en de maximale breedte bedraagt 27 km. De oppervlakte bedraagt 2402 km². Over het eiland lopen enkele parallel gelegen bergruggen, waarbinnen de vulkaan Vysokaja ligt, die met 920 meter het hoogste punt van het eiland vormt. Aan de zuidoostzijde lopen de bergruggen steil af in zee. Het eiland telt vele baaien en bochten, die echter niet ver het land insteken. De westkust van het eiland is vlak, de oostkust daarentegen steil en rotsachtig. Over het eiland lopen 1105 rivieren en stroompjes, waarvan de Maminkvajam met een stroomgebied van ongeveer 100 km² de belangrijkste is. De tweede en derde rivier zijn de Gnoenvajam (22 km) en Markelovskaja (17 km). Ongeveer 0,5% van het eiland wordt bezet door enkele honderden meertjes en plassen.
Aan de westkust steekt een landtong uit de zee in, waarvan Kaap Semjonov het eindpunt vormt. Tussen deze landtong en het vasteland van het eiland ligt een baai die door Fjodor Litke Lozjnych vestej ("fout nieuws") werd gedoopt. Tegenover deze ongeveer 13 kilometer lange landtong, aan de andere zijde van de Straat van Litke ligt de schoorwal Kostroma. De zeestraat is hier met ongeveer 30 kilometer het smalst. Op 45 kilometer ten noorden van Karaginski, in het verlengde van het schiereiland Govena ligt het kleine en smalle eilandje Verchotoerov.

## Klimaat
Het eiland wordt gekenmerkt door lange relatief milde winters en korte koele zomers. Het eiland wordt elk jaar gemiddeld 7 maanden bedekt met sneeuw, die ook drie kwart van de neerslag vormt. Per jaar zijn er gemiddeld 39 tot 42 dagen met sneeuwstormen (soms meer dan 90 dagen). Februari is de koudste maand op het eiland met een gemiddelde van -11°C. Het absolute minimum bedraagt -18,9°C. Het smelten van de sneeuw duurt voort tot juni en in sommige jaren nog langer. Ook in juli nog kan de sneeuw in sommige valleien tot 5 meter dik zijn en op de berghellingen verdwijnt ze soms helemaal niet in de zomer. Aan de oostzijde van het eiland treedt in de zomer vaak mist op. Juni en juli zijn de warmste maanden met gemiddelden van respectievelijk 11,7 en 11,8°C. De dagtemperatuur komt ook dan nog zelden boven de 14°C uit. De vorstvrije periode duurt gemiddeld 101 dagen.

## Flora en fauna
De begroeiing op het eiland bestaat voornamelijk uit toendra als goudberken ('steenberken'), elzen, lijsterbessen en Siberische dwergdennen (meest voorkomende soort). Het eiland vormt een belangrijke broedplaats voor watervogels als de drieteenmeeuw, zeekoet, dikbekzeekoet en de pelagische aalscholver en vormt onderdeel van de gebieden die onder de Conventie van Ramsar vallen. Er komen ook stellers zeearenden voor. Nabij het eiland leeft een grote populatie walvissen.